# Diocèse de Moray, de Ross et de Caithness
Le diocèse de Moray, de Ross et de Caithness est au Royaume-Uni, un diocèse de l'Église épiscopalienne écossaise, couvrant le territoire de trois anciens diocèses catholiques.
La cathédrale diocésaine est celle de Saint-André d'Inverness.